# Cambridge (Vermont)
Cambridge és una població dels Estats Units a l'estat de Vermont. Segons el cens del 2000 tenia 3.186 habitants.

## Demografia
Segons el cens del 2000, Cambridge tenia 3.186 habitants, 1.266 habitatges, i 886 famílies. La densitat de població era de 19,3 habitants per km².
Dels 1.266 habitatges en un 32,8% hi vivien nens de menys de 18 anys, en un 60,3% hi vivien parelles casades, en un 6,9% dones solteres, i en un 30% no eren unitats familiars. En el 20,1% dels habitatges hi vivien persones soles el 5,5% de les quals corresponia a persones de 65 anys o més que vivien soles. El nombre mitjà de persones vivint en cada habitatge era de 2,51 i el nombre mitjà de persones que vivien en cada família era de 2,91.
Per edats la població es repartia de la següent manera: un 24,4% tenia menys de 18 anys, un 7,6% entre 18 i 24, un 35,9% entre 25 i 44, un 23,6% de 45 a 60 i un 8,6% 65 anys o més.
L'edat mediana era de 36 anys. Per cada 100 dones de 18 o més anys hi havia 102,3 homes.
La renda mediana per habitatge era de 44.950 $ i la renda mediana per família de 49.274 $. Els homes tenien una renda mediana de 35.264 $ mentre que les dones 23.199 $. La renda per capita de la població era de 20.527 $. Entorn del 2,9% de les famílies i el 5,2% de la població estaven per davall del llindar de pobresa.